# Magnus Lagabøte
Magnus Lagabøte eller Magnus VI. (født 1. maj (eller 3.) 1238, død 9. maj 1280) var konge af Norge mellem 1263 og 1280. Han giftede sig med Ingeborg, datter af Erik 4. Plovpenning af Danmark, og fik sønnerne Erik og Håkon, der begge blev konger.
Magnus var søn af kong Håkon 4. Håkonsson og Margrete Skulesdatter og blev født den 1. maj 1238. Magnus fik kongetitel allerede i 1257 og havde regeret sammen med faderen i flere år, da kong Håkon drog ud på et storstilet krigstogt mod Skotland. Men togtet endte i ulykke for kongen. Magnus blev kronet i 1261, men Håkon døde på Orkneyøerne 17. december 1263. Eftersom Magnus allerede var regerende konge ved faderens død, kom der intet brud i den politiske kontinuitet. Magnus var en målbevidst og veludrustet personlighed, som tog fat om Norges indre og ydre forhold.

## Ny udenrigspolitik
Kong Magnus brød med sin fars ekspansionspolitik. Han indledte fredsforhandlinger med kong Alexander 3. af Skotland. Ved freden i Perth i 1266 opgav kong Magnus de fjernest liggende norske besættelser og afgav øen Man i Irske Hav og Hebriderne til Skotland for 4.000 mark sterling og mod en årlig afgift på 100 mark (som skotterne snart undlod at betale). Som modydelser for de norske indrømmelser blev det norske herredømme over Orkneyøerne og Shetland anerkendt af Skotland.
Grunden til, at Magnus ville have fred med Skotland, var, at den norske handel med England led hårdt. Med den nye handelstraktat med England af 1223 krævede englænderne, at Norge sluttede fred med Skotland. I 1269 blev aftalen udvidet til gensidig frihandel.
Under kong Magnus' styre holdt det politiske forhold til England sig godt, mens forholdet til Skotland var mere tvetydigt, eftersom det skotske rigsstyre efter 1270 ikke opfyldte de betalinger, de efter Perth-traktaten havde forpligtet sig til. Men Magnus undlod at presse på, og kort tid før 1280 ønskede han at bedre forholdet. Første skridt var ægteskabet mellem hans søn Erik Præstehader og kong Alexander 3.s datter Margaret af Skotland.

## "Lovforbedreren"
Tilnavnet "Lagabøte" som betyder "Lovforbedreren" fik han, fordi han bødede (reparerede) på lovene i Norge. Det store lovarbejde, som blev udført under Magnus, blev indarbejdet i Landsloven, som blev vedtaget på tingene i årene 1274 (Landsloven) og 1276 (Byloven). Den blev også tillempet for Island og Færøerne.
Adelen, rigsembedsmændene og hirden fik privilegier og pligter nøje defineret i Hirdskråen. De øverste klasser i hirden fik efter europæisk mønster titlerne baron og ridder. Landsloven var den første af sin slags i Norden og det andet land i Europa, efter Castilien, med en lov som gjaldt for hele riget. Tidligere havde hver landsdel haft hver sin landskabslov.
Ærkebiskop Jon Raude modsatte sig, at Magnus også skulle gribe ind på kirkens område og revidere den kirkelige lovgivning. Der opstod et langvarig tovtrækkeri mellem nationen på den ene side og kirkens selvstyre på den anden side, men det endte med et forlig og et kompromis kaldt "Sættargjerden" i Tønsberg 1277. Ærkebiskoppen sikrede kirken en betydelig skattefrihed og større juridiske privilegier.
I maj 1280 døde Magnus, 42 år gammel. Tronfølgeren, Erik, var kun 12 år gammel og dermed mindreårig.
 Magnus Lagabøtes død blev et vendepunkt for den norske politik både indad og udad.